# Karl Friedrich Vangerow
Karl Friedrich Vangerow (* 26. Dezember 1723 in Stettin; † 4. Januar 1750 in Stargard in Pommern; auch Carl Friedrich Vangerow) war ein deutscher Verwaltungsbeamter. Er stiftete die nach ihm benannte Vangerowsche Realschule in Stargard.

## Leben
Vangerow war Sohn des Kriegs- und Domänenrates Friedrich Vangerow in Stettin und dessen Ehefrau Barbara Charlotte Müller († 1727), Tochter des Arztes Bonaventura Müller. Er wuchs in Stargard in Pommern auf, wo er zunächst bei seinem Großvater, dem leitenden evangelischen Pfarrer Löper, erzogen wurde. Später erhielt er Privatunterricht bei dem Rektor der dortigen Stadtschule M. Büttner. Ab 1741 studierte er Rechtswissenschaften an der Universität Halle. 
1746 wurde Vangerow Kriegs- und Domänenrat an der Pommerschen Kriegs- und Domänenkammer in Stettin. Doch bereits wenige Jahre später legte er sein Amt wegen Kränklichkeit nieder. Er starb 1750 in Stargard.

## Stiftung der Vangerowschen Realschule
Vangerow stiftete von Todes wegen ein bedeutendes Vermögen für eine zu errichtende Schule in Stargard. 1756 erhielt diese Stiftung die erforderliche königliche Bestätigung. Die Schule wurde, wie von Vangerow vorgegeben, durch Andreas Petrus Hecker als eine Realschule nach dem Muster der von Johann Julius Hecker in Berlin gegründeten Heckerschen Realschule errichtet; sie erhielt nach ihrem Stifter den Namen Vangerowsche Realschule. Die Vangerowsche Realschule bestand bis 1812, als sie mit dem bereits 1631 von Peter Gröning gestifteten Gröningschen Kollegium und der Ratsschule zusammengelegt wurde. Die neue Schule wurde als Gröningsches Gymnasium fortgeführt und bestand bis 1945.